# 32079 Hughsavoldelli
32079 Hughsavoldelli è un asteroide della fascia principale. Scoperto nel 2000, presenta un'orbita caratterizzata da un semiasse maggiore pari a 2,2488242 UA e da un'eccentricità di 0,1556752, inclinata di 7,54014° rispetto all'eclittica.